# Robertus calidus
Robertus calidus är en spindelart som beskrevs av Knoflach 1995. Robertus calidus ingår i släktet fuktspindlar, och familjen klotspindlar.
Artens utbredningsområde är Kongo. Inga underarter finns listade i Catalogue of Life.